# Ramellogammarus similimanus
Ramellogammarus similimanus is een vlokreeftensoort uit de familie van de Anisogammaridae. De wetenschappelijke naam van de soort is voor het eerst geldig gepubliceerd in 1961 door bousfield.